# エゴルスハイム
エゴルスハイム (ドイツ語: Eggolsheim) は、ドイツ連邦共和国バイエルン州オーバーフランケン行政管区のフォルヒハイム郡に属する市場町。フレンキシェ・シュヴァイツ周縁部レグニッツ渓谷に位置する。

## 歴史
墓地の発掘調査は、この付近の入植地の歴史が、紀元前1100年ほどの骨壺埋葬（青銅器時代後期からハルシュタット期の埋葬形態）時代にまで遡ることを示している。西暦600年頃、メロヴィング朝時代の金糸も発見されている。この集落について言及している贈与証明書は、750年から802年に作成された。市場開催権は、1456年にバンベルク領主司教から与えられた。バンベルク司教は1803年の世俗化まで司教本部領としてこの土地を所有した。その後、この集落はバイエルン領となった。バイエルン州の市町村再編に伴い、1978年にそれまで独立した自治体であったバンマースドルフ、カウエルンホーフェン、ノイゼス・アン・デア・レグニッツ、レッテルン、ドローゼンドルフ・アム・エガーバッハ、ヴァイゲルスホーフェン、ウンターシュトゥルミヒ、ドリューゲンドルフ、ゲッツェンドルフおよびティーフェンシュトゥルミヒがエゴルスハイムに合併した。

## 紋章
図柄: 赤地で、銀の土地に3面の内陣を持つ扉の開いた銀の教会。その両側には尖った屋根を持つ塔。内陣と塔の上には金の十字架。

## 経済と社会資本
町域内には、30万m²の商工業用地が用意されている。エゴルスハイムはアウトバーンA73号ニュルンベルク - バンベルク線（フォルヒハイム北インターチェンジ）沿いに位置している。また、アウトバーンA3号ニュルンベルク - フランクフルト線にも近い。エゴルスハイムには鉄道の駅も存在する。

## 自治体の構成
この町は、公式には13の集落からなる。
| - バンマースドルフ - ドローゼンドルフ・アム・エッガーバッハ - ドリューゲンドルフ - エゴルスハイム - ゲッツェンドルフ - イェーガースブルク - カウエルンホーフェン | - ノイゼス・アン・デア・レグニッツ - レッテルン - シルナイデル - ティーフェンシュテュルミヒ - ウンターシュテュルミヒ - ヴァイゲルスホーフェン |

## 引用
1. ↑  https://www.statistikdaten.bayern.de/genesis/online?operation=result&code=12411-003r&leerzeilen=false&language=de Genesis-Online-Datenbank des Bayerischen Landesamtes für Statistik Tabelle 12411-003r Fortschreibung des Bevölkerungsstandes: Gemeinden, Stichtag (Einwohnerzahlen auf Grundlage des Zensus 2011)
2. ↑  Bayerische Landesbibliothek Online